# Грумолето (Виченца)
Грумолето је насеље у Италији у округу Виченца, региону Венето.
Према процени из 2011. у насељу је живело 33 становника. Насеље се налази на надморској висини од 164 м.